# Puchar UEFA (1986/1987)
Puchar UEFA 1986/1987 (ang. 1986–1987 UEFA Cup) – 16. edycja międzynarodowego klubowego turnieju piłki nożnej Puchar UEFA, zorganizowana przez Unię Europejskich Związków Piłkarskich w terminie 16 września 1986 – 20 maja 1987. W rozgrywkach zwyciężyła drużyna IFK Göteborg.

## 1/32 finału
| Atlético Madryt – Werder Brema 2:0 i 1:2 (dog) 1 17.09 1986 1:0 Uralde 48, 2:0 Arteche 70 2 1.10 1986 0:1 Neubarth 65, 0:2 Meier 83, 1:2 Julio Salinas 113 |
| Kalmar FF – Bayer 04 Leverkusen 1:4 i 0:3 1 17.09 1986 0:1 Schreier 9, 0:2 Schreier 19k, 0:3 Cha 59, 0:4 Götz 62, 1:4 P. Nilsson 67 2 1.10 1986 0:1 Drews 62, 0:2 Rolff 64, 0:3 Cha 89 |
| Bayer Uerdingen – FC Carl Zeiss Jena 3:0 i 4:0 1 17.09 1986 1:0 Bierhoff 37, 2:0 F. Funkel 43, 3:0 Bommer 73k 2 1.10 1986 1:0 Herget 68, 2:0 Edvalsson 76, 3:0 Kuntz 77, 3:0 Bommer 89 |
| Borussia Mönchengladbach – FK Partizan 1:0 i 3:1 1 16.09 1986 1:0 Krauss 24 2 1.10 1986 1:0 Dressen 27, 1:1 Vučićević 47, 2:1 Brandts 82, 3:1 Lienen 85 |
| RC Lens – Dundee United 1:0 i 0:2 1 17.09 1986 1:0 Carreno 43 2 1.10 1986 0:1 Milne 54, 0:2 Coyne 59 |
| FC Groningen – Galway United 5:1 i 3:1 1 16.09 1986 0:1 McGee 3k, 1:1 Eykelkamp 4, 2:1 Houtman 48, 3:1 Houtman 57, 4:1 Mason 69, 5:1 Houtman 70 2 1.10 1986 1:0 Houtman 24, 2:0 de Kock 37, 3:0 Houtman 56, 3:1 Murphy 75 |
| Íþróttabandalag Akraness – Sporting CP 0:9 i 0:6 1 17.09 1986 0:1 Manuel Fernandes 10, 0:2 Meade 14, 0:3 Meade 37, 0:4 Manuel Fernandes 39, 0:5 McDonald 49, 0:6 McDonald 60, 0:7 Negrete 64, 0:8 McDonald 86, 0:9 Celso 90 (mecz w Reykjaviku) 2 1.10 1986 0:1 Meade 18, 0:2 Zinho 23, 0:3 Zinho 43, 0:4 McDonald 72, 0:5 Mario 78, 0:6 Mario 87 |
| Athletic Bilbao – 1. FC Magdeburg 2:0 i 0:1 1 17.09 1986 1:0 Gallego 55, 2:0 Pizo Gómez 60 2 1.10 1986 0:1 Windelband 33 |
| Jeunesse Esch – KAA Gent 1:2 i 1:1 1 16.09 1986 0:1 Nollet 36, 1:1 Schölten 48, 1:2 van Looy 78 2 1.10 1986 1:0 Guillol 43, 1:1 Hinderyckx 53 |
| Pécsi Munkás – Feyenoord 1:0 i 0:2 1 17.09 1986 1:0 Meszaros 26 2 1.10 1986 0:1 Heus 67, 0:2 Hofman 84 |
| Sparta Praga – Vitória SC 1:1 i 1:2 1 17.09 1986 1:0 Skuhravy 60, 1:1 Roldäo 80 2 1.10 1986 1:0 Peter Novák 53, 1:1 Cascavel 75, 1:2 Cascavel 87 |
| Heart of Midlothian – Dukla Praga 3:2 i 0:1 1 17.09 1986 1:0 Foster 1, 1:1 Fitzl 44, 1:2 Klucky 64, 2:2 Clark 65, 3:2 Robertson 70 2 1.10 1986 0:1 Griga 54 |
| FC Nantes – Torino FC 0:4 i 1:1 1 17.09 1986 0:1 Comi 55, 0:2 Beruatto 63, 0:3 Kieft 83, 0:4 Kieft 89 2 1.10 1986 0:1 Kieft 49k, 1:1 Anziani 66 |
| Dynama Mińsk – Rába ETO 2:4 i 1:0 1 17.09 1986 0:1 Hajszan 19, 0:2 Szabo 44, 1:2 Zygmantowicz 45, 2:2 Kondratiew 50, 2:3 Rubold 63, 2:4 Szabo 80 2 1.10 1986 1:0 Rodnienok 26 |
| Coleraine F.C. – Stahl Brandenburg 1:1 i 0:1 1 17.09 1986 0:1 Janotta 52, 1:1 Healy 79 2 1.10 1986 0:1 Jeske 43 |
| Legia Warszawa – Dnipro Dniepropetrowsk 0:0 i 1:0 1 17.09 1986 2 1.10 1986 1:0 Araszkiewicz 77 (mecz w Krzywym Rogu) |
| Sigma Ołomuniec – IFK Göteborg 1:1 i 0:4 |
| Rangers – Tampereen Ilves 4:0 i 0:2 1 17.09 1986 1:0 Fleck 30, 2:0 Fleck 44, 3:0 Fleck 52, 4:0 McCoist 70 2 1.10 1986 0:1 Hjelm 54k, 0:2 Uimonen 73 |
| LASK Linz – Widzew Łódź 1:1 i 0:1 1 17.09 1986 0:1 Wraga 7, 1:1 Dantlinger 30 2 1.10 1986 0:1 Wraga 54 |
| Neuchâtel Xamax – Lyngby BK 2:0 i 3:1 1 16.09 1986 1:0 Jacobacci 29, 2:0 Stielike 82 2 1.10 1986 1:0 Jacobacci 2, 2:0 Lutni 38, 3:0 Lutni 44, 3:1 Henrik Jörgensen 72 |
| SK Beveren – Vålerenga Fotball 1:0 i 0:0 1 17.09 1986 1:0 Fairclough 75 2 30.09 1986 |
| OFI 1925 – Hajduk Split 1:0 i 0:4 1 17.09 1986 1:0 Vlastos 22 2 1.10 1986 0:1 Jerolimov 4, 0:2 Bursać 36, 0:3 Deverić 47, 0:4 Bursać 50 |
| Flamurtari Wlora – FC Barcelona 1:1 i 0:0 1 17.09 1986 1:0 Ruci 65, 1:1 Esteban 90 2 1.10 1986 |
| AC Fiorentina – Boavista FC 1:0 i 0:1 (dog), karne 1:3 1 17.09 1986 1:0 Pin 32 2 2.10 1986 0:1 Nelson 8 |
| Hibernians – Trakija Płowdiw 0:2 i 0:8 1 17.09 1986 0:1 Bakałow 5, 0:2 Bakałow 40 2 1.10 1986 0:1 Simow 5, 0:2 Peczlianow 10, 0:3 Peczlianow 14, 0:4 Paszew 30, 0:5 Kurdow 48, 0:6 Georgijew 54, 0:7 Bakałow 57, 0:8 Mładenow 80 |
| FC Swarovski Tirol – Sredec Sofia 3:0 i 0:2 1 17.09 1986 0:1 Stoiczkow 15 (mecz przerwany w 35 minucie z powodu ulewy – powtórzony następnego dnia) 2 18.09 1986 1:0 Röscher 11, 2:0 Pacult 46, 3:0 Linzmaier 77 3 30.09 1986 0:1 Tanew 35k, 0:2 Kostadinow 80                                                                                    |
| Sportul Studențesc Bukareszt – Omonia Nikozja 1:0 i 1:1 1 17.09 1986 1:0 Hagi 59 2 1.10 1986 1:0 lorgulescu 44, 1:1 Savvides 79 |
| CS Universitatea Craiova – Galatasaray SK 2:0 i 1:2 1 17.09 1986 1:0 Ion Geolgau 57, 2:0 Martin Bicu 86 2 1.10 1986 1:0 Bita 1, 1:1 Cuneyt 63, 1:2 Savvas 86 |
| Inter Mediolan – AEK Ateny 2:0 i 1:0 1 17.09 1986 1:0 Altobelli 58, 2:0 K-H Rummenigge 82 2 2.10 1986 1:0 Passarella 8 |
| HNK Rijeka – Standard Liège 0:1 i 1:1 1 17.09 1986 0:1 Claessen 24 2 1.10 1986 1:0 Janković 50, 1:1 Bodart 65k |
| SSC Napoli – Toulouse FC 1:0 i 0:1 (dog), 3:4 1 17.09 1986 1:0 Carnevale 55 2 1.10 1986 0:1 Stopyra 15 |
| Spartak Moskwa – FC Luzern 0:0 i 1:0 1 17.09 1986 2 1.10 1986 1:0 Kuszlijew 88 |

## 1/16 finału
| Borussia Mönchengladbach – Feyenoord 5:1 i 2:0 1 22.10 1986 0:1 Elstrup 13, 1:1 Dressen 18, 2:1 Dressen 44, 3:1 Rahn 53, 4:1 Bruns 68, 5:1 Thiele 79 2 5.11 1986 1:0 Rahn 37k, 2:0 Rahn 89                            |
| Widzew Łódź – Bayer Uerdingen 0:0 i 0:2 1 22.10 1986 2 5.11 1986 0:1 Dziuba 24s, 0:2 Bierhoff 81 |
| Dukla Praga – Bayer 04 Leverkusen 0:0 i 1:1 1 22.10 1986 2 4.11 1986 0:1 Götz 17, 1:1 Vadura 79 |
| FC Groningen – Neuchâtel Xamax 0:0 i 1:1 1 22.10 1986 2 5.11 1986 0:1 Sutter 39, 1:1 van Dijk 44 |
| SK Beveren – Athletic Bilbao 3:1 i 1:2 1 22.10 1986 1:0 Parraer 16, 1:1 Surriugarte 17, 2:1 Theunis 25, 3:1 Fairclough 57 2 5.11 1986 1:0 Fairclough 58, 1:1 Argote 62k, 1:2 Luis Fernando 75                         |
| Rangers – Boavista FC 2:1 i 1:0 1 22.10 1986 0:1 Tonanha 33, 1:1 McPherson 36, 2:1 McCoist 44 2 5.11 1986 1:0 Ferguson 73                                                                                             |
| Legia Warszawa – Inter Mediolan 3:2 i 0:1 1 22.10 1986 0:1 Altobelli 17, 1:1 W. Sikorski 41, 2:1 Dziekanowski 58, 3:1 Karaś 60, 3:2 Ferri 76 2 5.11 1986 0:1 Fanna 43                                                 |
| Vitória SC – Atlético Madryt 2:0 i 0:1 1 22.10 1986 1:0 Paulinho Cascavel 48k, 2:0 Roldão 89 2 5.11 1986 0:1 da Silva 89                                                                                              |
| Sportul Studențesc Bukareszt – KAA Gent 0:3 i 1:1 1 22.10 1986 0:1 Raiven 33, 0:2 Hinderyckx 76, 0:3 Haler 87 2 5.11 1986 1:0 lorgulescu 17, 1:1 Hinderyckx 53                                                        |
| Torino FC – Rába ETO 4:0 i 1:1 1 22.10 1986 1:0 Kieft 25, 2:0 Kieft 35, 3:0 Dossena 39, 4:0 Comi 73 2 5.11 1986 0:1 Somosyi 15, 1:1 Comi 18                                                                           |
| FC Barcelona – Sporting CP 1:0 i 1:2 1 22.10 1986 1:0 Julio Alberto 73 2 5.11 1986 0:1 Negrete 41, 0:2 Meade 59, 1:2 Julio Alberto 83                                                                                 |
| Hajduk Split – Trakija Płowdiw 3:1 i 2:2 1 22.10 1986 1:0 Jerolimov 7, 2:0 Bursać 13, 2:1 Simow 34, 3:1 Deverić 40 2 5.11 1986 0:1 Mładenow 41, 0:2 Paszew 42, 1:2 Deverić 74, 2:2 Bursać 83                          |
| FC Swarovski Tirol – Standard Liège 2:1 i 2:3 1 22.10 1986 1:0 Spielmann 10, 1:1 Hellers 62, 2:1 Spielmann 87 2 5.11 1986 1:0 Spielmann 14, 2:0 Röscher 38, 2:1 Repčić 46, 2:2 Wintacq 56, 2:3 Luyckx 62              |
| IFK Göteborg – Stahl Brandenburg 2:0 i 1:1 1 22.10 1986 1:0 Rantanen 11, 2:0 Larsson 20 2 5.11 1986 1:0 Rantanen 21, 1:1 Voss 42                                                                                      |
| Toulouse FC – Spartak Moskwa 3:1 i 1:5 1 22.10 1986 1:0 Passi 43, 1:1 Rodionow 56, 2:1 Passi 66, 3:1 Passi 81 2 5.11 1986 1:0 Duran 7, 1:1 Rudakow 9, 1:2 Rudakow 17, 1:3 Rodionow 50, 1:4 Nowikow 79, 1:5 Nowikow 89 |
| Dundee United – CS Universitatea Craiova 3:0 i 0:1 1 22.10 1986 1:0 Redford 54, 2:0 Clarke 81, 3:0 Redford 86 2 5.11 1986 0:1 Bita 39                                                                                 |

## 1/8 finału
| Bayer Uerdingen – FC Barcelona 0:2 i 0:2 1 26.11 1986 0:1 Roberto 76, 0:2 Hughes 79 2 10.12 1986 0:1 Rojo 72, Rojo 78                        |
| Rangers – Borussia Mönchengladbach 1:1 i 0:0 1 26.11 1986 1:0 Durant 14, 1:1 Rahn 44 2 10.12 1986                                            |
| Spartak Moskwa – FC Swarovski Tirol 1:0 i 0:2 1 26.11 1986 1:0 Rudakow 26 (mecz w Symferopolu) 2 10.12 1986 0:1 Röscher 70, 0:2 H. Müller 72 |
| Dukla Praga – Inter Mediolan 0:1 i 0:0 1 26.11 1986 0:1 Altobelli 18 2 11.12 1986                                                            |
| Torino FC – SK Beveren 2:1 i 1:0 1 26.11 1986 1:0 Comi 47k, 2:0 Ezio Rossi 58, 2:1 Fairclough 83 2 10.12 1986 1:0 Dossena 76                 |
| FC Groningen – Vitória SC 1:0 i 0:3 1 26.11 1986 1:0 de Kock 5 2 10.12 1986 0:1 Nascimento 29, 0:2 Ndinga 39, 0:3 Cascavel 62                |
| KAA Gent – IFK Göteborg 0:1 i 0:4 1 26.11 1986 0:1 Rantanen 64 2 10.12 1986 0:1 Johansson 44, 0:2 Rantanen 50, 0:3 Hysén 57, 0:4 Larsson 64  |
| Dundee United – Hajduk Split 2:0 i 0:0 1 26.11 1986 1:0 Mclnally 28, 2:0 Clark 47 2 10.12 1986                                               |

## 1/4 finału
| Dundee United – FC Barcelona 1:0 i 2:1 1 4.03 1987 1:0 Gallacher 2 2 18.03 1987 0:1 Calderé 40, 1:1 Clark 85, 2:1 Ferguson 89                                                        |
| Borussia Mönchengladbach – Vitória SC 3:0 i 2:2 1 4.03 1987 1:0 Criens 7, 2:0 Krauss 40, 3:0 Heitor 66s 2 18.03 1987 1:0 Bakalorz 30, 1:1 Cascavel 35, 1:2 Ademir 70, 2:2 Heitor 86s |
| Torino FC – FC Swarovski Tirol 0:0 i 1:2 1 4.03 1987 2 18.03 1987 0:1 H. Müller 61, 0:2 Pacult 78, 1:2 Francini 86                                                                   |
| IFK Göteborg – Inter Mediolan 0:0 i 1:1 1 4.03 1987 2 18.03 1987 0:1 Fredrikson 58s, 1:1 L. Nilsson 70                                                                               |

## 1/2 finału
| Dundee United – Borussia Mönchengladbach 0:0 i 2:0 1 8.04 1987 2 22.04 1987 1:0 Ferguson 43, 2:0 Redford 89                                                               |
| IFK Göteborg – FC Swarovski Tirol 4:1 i 1:0 1 8.04 1987 1:0 Hysén 29, 2:0 Andersson 34, 2:1 Pacult 44, 3:1 L. Nilsson 55, 4:1 Katalinić 57s 2 22.04 1987 1:0 Andersson 72 |

## Finał
| IFK Göteborg – Dundee United 1:0 i 1:1 |
| 6 maja 1987 Göteborg Nya Ullevi (50 023) IFK Göteborg – Dundee United 1:0 (1:0) Sędzia: Sigfried Kirschen (Niemcy) Bramki: 1:0 Pettersson 38 Idrottsföreningen Kamraterna Göteborg (trener Gunder Bengtsson): Thomas Wernersson – Mats-Ola Carlsson, Glen Hysen (kapitan), Peter Larsson, Stig Fredriksson, Magnus Johansson (68 Roland Nilsson), Tord Holmgren (89 Lars Zetterlund), Michael Andersson, Tommy Holmgren, Stefan Pettersson, Lennart Nilsson Dundee United Football Club (trener James McLean): Billy Thompson – Maurice Malpas, David Narey (kapitan), Paul Hegarty (55 John Clark), John Holt, Jim McInally, Billy Kirkwood, David Bowman, Eammon Bannon, Paul Sturrock (89 Dave Beaumont), Ian Redford             |
| 20 maja 1987 Dundee Tannadice Park (20 911) Dundee United – IFK Göteborg 1:1 (0:1) Sędzia: Ioan Igna (Rumunia) Bramki: 0:1 L.Nilsson 22, 1:1 Clark 60 Dundee United Football Club (trener James McLean): Billy Thompson – Maurice Malpas, John Clark, David Narey (kapitan), John Holt (46 Paul Hegarty), Jim McInally, Ian Ferguson, Billy Kirkwood, Paul Sturrock, Ian Redford (72 Eammon Bannon), Kevin Gallacher Idrottsföreningen Kamraterna Göteborg (trener Gunder Bengtsson): Thomas Wernersson – Mats-Ola Carlsson, Glen Hysen (kapitan), Peter Larsson, Stig Fredriksson, Roland Nilsson (78 Magnus Johansson), Tord Holmgren, Michael Andersson, Tommy Holmgren (70 Per Edmund Mordt), Stefan Pettersson, Lennart Nilsson |